# Milko Štolfa
Milko Štolfa, slovenski slavist, novinar in založniški urednik, * 25. september 1924, Kopriva, Sežana, † 26. september 1986, Ljubljana.

## Življenje in delo
Rodil se je v družini Andreja in Ljudmile Štolfa rojene Ukmar. Ljudsko šolo je obiskoval v rojstnem kraju. Po končani klasični gimnaziji v Gorici in dveh letih v semenišču v Kopru je junija 1943 odšel v partizane, tu je postal član Varnostno-obveščevalne službe. Leta 1947 se je vpisal na ljubljansko filozofsko fakulteta ter 1950 diplomiral iz slavistike in zgodovine.  Leta 1952 je začel v Kopru na njegovo pobudo izhajati časnik Slovenski Jadran, tam je osnoval tudi založbo Jadran (pozneje Primorska založba); nato je bil med drugim zaposlen pri Kmečkem glasu (1954-1957), Ljudski pravici oziroma Delu (1957-1961) in založbi Borec (1957-1964). Bil je tudi tajnik 
sveta za ohranjanje tradicij NOB pri Zvezi združenj borcev NOV Slovenije (1966-1969). Leta 1969 je bil med ustanovitelji nove založbe Partizanska knjiga in do 1975 njen direktor; pri njej je zasnoval revijo Kurirček ter več zbirk. Nekaj naslovov zbirk: Gubčeva knjižnica (v njej je prvič izšlo v slovenščini in hrvaščini 30 del), Lastovke (za mlajše otroke), Matjaževa knjižnica (za mladino), Znameniti Slovenci, Pogledi (znanstvena revija) in druge. Partizanska knjiga je pod Štolfovim vodstvom na široko odprla pot že uveljavljenim ustvarjalcem, znanstvenikom, spominskim pričevalcem in nepoklicnim zapisovalcem.